# シールオンライン
『シールオンライン』 (Seal Online) は、韓国のグリゴン・エンターテインメントが開発し、韓国・アメリカ合衆国・台湾・タイ・中国で運営されているMMORPG。
日本国内ではWeMade Onlineによりサービスが行われていた。

## 日本でのサービス状況
2003年9月にGBMとエキサイトの運営によって、NTTフレッツのユーザー限定でクローズβテストを実施。2003年12月にオープンβ版にてサービスを開始したのち、2004年4月1日に正式サービスが開始された。2004年6月1日にそれまで日本語ローカライズ及び運営していたGBMから他国で本作を運営するYNKの日本法人YNH JAPANへと運営会社が交代。当時は月額課金方式であったが、2005年12月1日にアイテム課金方式に変更となった。2007年7月頃までは、大きなアップデート等もなく、イベントも少なかったことから、プレイヤー数は減少していた。
2007年9月に、大型アップデートを実施し、操作性が向上して初心者にもわかりやすくなった。イベント等も大幅に増やすなどして、プレイヤー数は増加し、一時4サーバーを持つまでになった。2008年以降は、新ダンジョン・新クエスト等を実装し、イベントなども精力的に実施した。
2010年には、違うサーバーのプレイヤーと遊べる交流サーバーを実装。当ゲームではできなかったプレイヤー同士の対戦、違うサーバーのプレイヤーとのクエスト・ダンジョンができるようになった。（交流サーバー内でのみ）
2010年〜2011年には、新規職業（狩人）の実装やモンスターサバイバル・新規クエスト等の実装を行った。
しかし、プレイヤー同士の対戦が2011年にできなくなり、この頃から再びプレイヤー数が減少し、長年プレイしている古参プレイヤーの引退や、新規プレイヤーは、古参プレイヤーとのレベル差などで、パーティーを組めず仲間がいないなど弊害が出ていた。
2012年以降はバトルペット実装やイベント開催などで新規開拓を図ったが、プレイヤー数の回復には至らなかった。また、10年続いているゲームであるためシステムの問題や、これ以上の発展は見込めないとの理由で、2014年6月18日10時をもってサービスを終了した。

## 日本でのサービス履歴

### 2003年
- 9月25日 - クローズβテスト開始
- 12月23日 - オープンβテスト開始

### 2004年
- 12月21日 - 大規模パッチ（Reload）
- 4月1日 - 正式サービス開始（月額課金方式）
- 6月1日 - 運営会社がGBMから、YNK JAPANとそのサブライセンシーであるKESPIに移管。(課金事務は引き続きエキサイトが担当)

### 2005年
- 12月1日 - 基本無料化（アイテム課金方式）

### 2007年
- 4月3日 - サーバー増設（3サーバー⇒4サーバー）
- 9月4日 - 大型アップデート実施（Ver.12）

### 2008年
- 3月4日 - 大型アップデート実施（Ver.13）・2次職実装
- 5月13日 - 新マップ「エステロン湖」実装
- 9月16日 - サーバー統合（4サーバー⇒2サーバー）
- 9月30日 - 大型アップデート実施（Ver.14）・新ダンジョン「アルカネス」実装（上級者向け・LV150以上）

### 2009年
- 4月30日 - 新ダンジョン「アイスキャッスル」実装

### 2010年
- 3月30日 - 交流サーバー実装・サーバー増設（2サーバー⇒3サーバー）
- 7月27日 - 新マップ「十字山」実装
- 9月14日 - 新規職業（狩人）実装

### 2011年
- 2月22日 - 新ダンジョン「ブルーアイ」実装（上級者向け・LV210以上推奨）
- 4月27日 - モンスターサバイバル実装
- 9月27日 - サーバー統合（3サーバー⇒2サーバー）
- 10月7日 - 新ダンジョン「賢者の塔」実装

### 2013年
- 4月16日 - バトルペット実装

### 2014年
- 3月26日 - 課金アイテム無料化（サービス終了に伴い）
- 6月18日 - サービス終了

## ゲームシステム

### 戦闘
操作は簡単で、バイル（敵）をクリックすることで攻撃ができる。またタイミングを合わせてキーを押すとコンポによる攻撃ができる。また、各職業のスキルを用いて攻撃をする。

### スキル
レベルが上がるごとにスキルポイント（SP・EP）が付与され、各職業スキルポイントを使用し、スキルを習得する。（スキル書が必要なスキルも存在する）2次職に転職後は、2次職用のスキルポイント（EP）が付与され、1次職のスキルポイント（SP）は付与されない。またレベルを最大に上げても、各職業すべてのスキルを習得できないため、習得するスキルを選択する必要がある。

### ステータス
レベルが上がるごとに3ポイント付与され、筋力・集中・知識・体力・精神・感覚の6種類に振り分けることで成長する。

### アイテム・装備
アイテムは、街の露天商人（主に回復アイテム）から買うことができるほか、釣りやアイテムを製作・バイル（敵）からドロップすることで手に入る。
装備品は、序盤はNPC商人から購入することができるが、一定以上の装備品はバイル（敵）倒してドロップする必要がある。
他に露店等にて他のプレイヤーが売っている物を買うことで手に入る。装備品の中には、特定のダンジョンでしか手に入らない物や露店で売却することや他人に渡すことができない装備品も存在する。装備品には、レベル制限・ステータス制限・名声制限が設けられており（一部制限のないものもある）、制限値を超えないと装備できない。また宝石（水晶・ルビー・ダイヤ・ピンクダイヤ）によって鍛えることができるほか（ただし、失敗もあり、装備品が消滅する場合もある）、鍛冶士によって、装備品を精錬することができ（精錬書・材料が必要）、より強力な装備品を作り出すこともできる。

### 通貨
単位はセゲル。バイル（敵）を倒しても、直接セゲルを手に入れることはできない。バイルからドロップするアイテムを売却して、セゲルを手に入れる。

### レベル
最大レベルは251である。序盤はレベルが上がりやすく成長も早い。レベル200を超えると極端に上がりづらくなり、レベル210〜251までは、膨大な経験値が必要となる。

### 名声
クエスト等をこなすことで上昇する。一定の名声がないと装備できない、武器・防具・ペットがあったり、名声をあげることで受けられるクエストも存在する。また、デスペナルティーの軽減にもなる。

### ペット
種・ピヨの卵・鳥の卵・天上の卵の4種類がある。天上の卵は、ゲーム内では手に入れることはできない。イベント等や課金・他のプレイヤーの露店などから手に入れられる。ペットを装備することで、ステータスが上昇する。
成長方法は、餌となるアイテムを一定時間ごとに食べさせることで成長する。ある程度成長すると進化することができる。進化は5段階まであり、進化するには材料アイテムが必要となる。低確率ではあるがレアペットに進化する場合がある。

### ギルド
ギルド作成にはレベル30以上必要である。ギルドマスター試験を受けクリアすることでギルドの作成が可能になる。
ギルドを作らず、他のプレイヤーのギルドに所属する場合はレベル制限はない。1ギルドあたり最大50人が所属できる（ギルドマスターのレベルによって最大人数が決まる）。ギルドにはギルド専用倉庫があり、ギルド内で倉庫のパスワードを知っている人だけがアイテムの出し入れができる。

### パーティー
プレイヤーが誘って作る遠征隊パーティーのほか、SPT（スピードパーティー）システムがあり、同じマップのプレイヤー同士で即席でパーティーを組むことできる。パーティーを組むことによって、ボーナス経験値を得られる（人数が多いほどボーナスは増加する）。また、経験値を均等配分にすることもできる（ただし、レベル補正あり）。パーティーの最大人数は6人。
パーティーを組むにはレベル差制限があり、レベル差が45前後を超えると、パーティーを組むことができない。ただし、パーティー作成時に（遠征隊パーティーのみ）、誘う順番によっては、組めることもあり編成を上手にすることで、レベル差60前後でもパーティー編成が可能な場合もある。

### 課金アイテム
課金アイテムには、アバター関連（ステータス上昇するものもある）・ステータス関連・ペット関連・経験値・ドロップ率上昇関連・装備品精錬補助・銀行（倉庫）拡張・ダンジョン入場券など多数にわたる。
2014年3月26日からサービス終了までは、課金アイテムは無料開放された。

## 原作の存在
この作品は、韓国のコンピューターRPG『SEAL〜運命の旅人〜』を原作および直接の続編としている。
『Seal Online』のNPCである、デュラン、アルス、バルデア、クレアの4人を主人公にしたRPGで、本作よりも数年前の出来事を描いている。

## サーバ一覧
2004年4月1日〜2007年4月2日
- 1サーバー（サーバー名：デュラン）
- 2サーバー（サーバー名：クレア）
- 3サーバー（サーバー名：アルス）

※2セレクト制
2007年4月3日〜2008年9月15日
- 1サーバー（サーバー名：ラビ）
- 2サーバー（サーバー名：ムム）
- 3サーバー（サーバー名：アフロ）
- 4サーバー（サーバー名：ピヨ）

※2セレクト制・サーバー名は公募で決定
2008年9月16日〜2010年3月29日
- 1サーバー（サーバー名：龍）
- 2サーバー（サーバー名：朱雀）

※3セレクト制・サーバー名は公募で決定
2010年3月30日〜2011年9月26日
- 1サーバー（サーバー名：龍）
- 2サーバー（サーバー名：朱雀）
- 3サーバー（サーバー名：バルキリー）
- 交流サーバー

※3セレクト制（バルキリーのみ2セレクト制）
2011年9月27日〜サービス終了
- 1サーバー（サーバー名：龍）
- 2サーバー（サーバー名：朱雀）
- 交流サーバー

※2セレクト制

## 世界観

### 街
エリム街
ライム村
ザイド村
マデリン街
セビス

## キャラクター
無職
プレイヤーを作成した時点で最初は無職から始まる。主な攻撃方法はマーシャルコンボ。レベル10になれば、クエストを受けて他の職業へ転職することができる。
剣士
大剣を装備し、高い攻撃力と軽装備でコンボを決め、バイル（モンスター）をなぎ倒す前衛職。攻撃スキルの他に、攻撃力や移動速度を高めるスキルが特徴。
騎士
鎧、盾などの装備により、全職業中最も高い防御力でパーティの壁役を果たす。また、範囲攻撃などのスキルで攻撃することもできる前衛職。
僧侶
メイスを装備し、パーティメンバーの補助、回復を得意とする支援職。パーティの生命線である。力に特化し、自らバイルを倒す「殴り僧侶」も存在する。
魔法士
杖を装備し、炎、氷の強力な属性魔法でバイルを倒す職業。遠距離攻撃を得意とし、肉弾戦は苦手。あえて魔法を覚えず、力に特化しコンボでバイルに挑む「殴り魔法士」も存在する。
芸人
ナイフを投げ、軽やかに敵を倒す職業。多彩なスキルでパーティメンバーの補助から、攻撃までこなす職業。スキル「何でも投げ」による攻撃力は剣士さえ凌駕する。
鍛冶士
主に生産や精錬、鑑定などを得意とし、戦闘にはあまり向かない職業。大きなハンマーが特徴。ステータスの振り分けによっては高い攻撃力も期待でき、攻撃スキルも豊富なためパーティの火力にもなりうる。
狩人
2010年9月14日より実装された新職業。主に範囲攻撃や遠距離攻撃を得意とする。

### 2次転職
LV150以上になると上記職業の2次職に転職することができる。各職業2種類から選ぶことができ、転職する際は、試練を受ける必要がある。

## コミカライズ版
『シールオンライン ワンダリングPT』のタイトルで、まったくモー助の作画により月刊ドラゴンエイジにて2004年7月号より2004年12月号まで連載された。単行本は、ドラゴンコミックスより全1巻。